# Project Orion
Project Orion — майбутня відеогра в жанрі рольового бойовика, яка розробляється CD Projekt Red (CDPR) і буде видана CD Projekt. Вона стане другою головною частиною у франшизі Cyberpunk, що ґрунтується на однойменній настільній рольовій грі від Майка Пондсміта, а також наступницею Cyberpunk 2077 (2020) та її доповнення Phantom Liberty (2023). CDPR North America, яка є структурним підрозділом CD Projekt Red, сформованим для виробництва Orion, працює над проєктом спільно з польськими підрозділами студії. Orion створюється на основі ігрового рушія Unreal Engine 5, що замінив REDengine — рушій CDPR, який студія використовувала у своїх минулих проєктах.

## Розробка
4 жовтня 2022 року президент та виконавчий співдиректор CD Projekt Адам Кічинський оголосив про формування в Бостоні структурного підрозділу, який об'єднається з уже сформованим підрозділом у Ванкувері під спільною назвою CD Projekt Red North America (CDPR North America). Кічинський також повідомив, що CDPR North America очолить розробку нової частини у франшизі Cyberpunk, яка має робочу назву Project Orion та «повністю розкриє потенціал всесвіту [Cyberpunk]»:10:20. Того ж дня директор із квестів CD Projekt Red Павел Саско заявив, що згодом переїде до Бостона разом із командою провідних розробників Cyberpunk 2077 (2020), щоб долучитися до нового підрозділу. Виробництво проєкту відбувається під керівництвом голови CDPR North America та ігрового директора Ґейба Аматанджело, креативного директора Ігоря Саржинського, а також заступника директора, яким став Саско. Раян Барнард, колишній співробітник Massive Entertainment та IO Interactive, обіймає посаду директора з дизайну, а Сара Груммер, яка розробляла сюжетну лінію Джуді Альварес для першої частини, є дизайнеркою квестів. Команда сценаристів складається з Анни Меґілл, головної сценаристки, що раніше працювала над Dishonored: Death of the Outsider (2017), Control (2019) та Avatar: Frontiers of Pandora (2023), а також Александра Фріда, колишнього співробітника BioWare.
У червні 2023 року було повідомлено, що CD Projekt очікувала на початок ранньої стадії виробництва Orion у першій половині 2024-го, після завершення технічної підтримки Cyberpunk 2077 та остаточного формування CDPR North America. У вересні, після випуску доповнення Cyberpunk 2077: Phantom Liberty, Аматанджело заявив, що студія незабаром припинить загальну підтримку Cyberpunk 2077 та перейде до роботи над Orion. У жовтні голова CDPR Адам Бадовський повідомив, що проєкт перебуває на стадії концептуалізації, а його керівна команда вже переїхала до штаб-квартир CDPR North America. Він додав, що розробка буде рівномірно розподілена між північноамериканськими та польськими підрозділами. Того ж місяця Саско заявив, що студія «ще не вирішила», чи буде ігровий процес відбуватися від першої особи, подібно до Cyberpunk 2077. За словами Саржинського, студія розглядає їхню серію The Witcher як зразок для розвитку Cyberpunk і прагне «щільніше» поєднати дизайн, ігрові механіки та інші елементи першої частини, щоб створити «цілісний [ігровий] досвід із повним зануренням» у продовженні. Художній директор CDPR Павел Мельничук заявив у листопаді, що ідеї та концепти, які не були реалізовані в першій грі, можуть бути використані в Orion. У грудні наративний директор CD Projekt Red Філіпп Вебер сказав, що в продовженні студія хотіла б поліпшити сюжетний вплив життєвих шляхів, один із яких гравець обирає при створенні персонажа в оригінальній грі, вважаючи, що цьому аспекту не було приділено достатньо уваги.
9 січня 2024 року Саржинський оголосив про початок розробки Orion, якою займатимуться 350—500 робітників, розділених на групи з кількох десятків осіб, включно з працівниками, що відповідали за патчі для першої частини та розробку доповнення. Orion створюється на основі ігрового рушія Unreal Engine 5, ліцензованого від Epic Games, що замінив REDengine — пропрієтарний рушій CDPR, використання якого було припинено після Phantom Liberty.